# Guogongping
Guogongping (kinesiska: 郭公坪) är en ort i Kina. Den ligger i provinsen Hunan, i den södra delen av landet, omkring 350 kilometer väster om provinshuvudstaden Changsha. Antalet invånare är 420.
Runt Guogongping är det ganska tätbefolkat, med 166 invånare per kvadratkilometer. Närmaste större samhälle är Yaoshi, 12,1 km sydost om Guogongping. I omgivningarna runt Guogongping växer huvudsakligen savannskog.
Genomsnittlig årsnederbörd är 1 796 millimeter. Den regnigaste månaden är maj, med i genomsnitt 290 mm nederbörd, och den torraste är januari, med 47 mm nederbörd.